# Ali Sina
Ali Sina é um iraniano naturalizado canadense, ativista e crítico ferrenho da religião islâmica, que se refere a si mesmo como ex-muçulmano. Ele é o fundador da Faith Freedom International, que descreve como uma mobilização de ex-muçulmanos. Seus pontos de vista têm sido tachados como "islamofóbicos".

## Biografia
Nascido e criado no Irã, educado na Itália e no Paquistão, e que agora vive no Canadá, ele começou a debater com as pessoas na década de 90. O que o incomodava, ele informa Ao Jerusalem Post, não era a propensão para a jihad e a intolerância que certos muçulmanos fanáticos exibiam, mas o fundamento corânico para tais males e os principais textos Islâmicos.
O Jerusalem Post , escreve, "Sina, que administra a Faith Freedom International – um fórum na Internet dedicado a desmascarar o Islã – se considera "provavelmente a pessoa mais anti-islâmica que já viveu'. Seu livro mais recente é intitulado "Para Compreender Maomé: Uma psico biografia do profeta de Alá". Nele, Sina sugere que Maomé sofria de uma série de transtornos mentais, incluindo transtorno de personalidade narcisista, epilepsia do lobo temporal e transtorno obsessivo compulsivo. 'Esses transtornos,' ele diz, 'são o que pode explicar o fenômeno conhecido como Islã... que não é nada mais além do produto da loucura de um homem.'"
Através do site Faithfreedom.org,  Sina dá a lista de referências para as ações de Maomé e oferece $50.000 para qualquer pessoa que possa desmentir a acusação de que Maomé foi "um narcisista, um misógino, um estuprador, um pedófilo, um homem lascivo, um torturador, um assassino em massa, um líder de seita, um assassino, um terrorista, um louco e um saqueador".
"A conquista violenta e o desprezo para com os não-crentes são doutrinas centrais para os princípios da fé," Sina argumenta: "as tentativas de forjar uma forma moderada do Islã estão fadadas ao fracasso. A única maneira de reformar o Islã é jogando fora o Alcorão; 90% seria jogado fora. Você também precisa jogar fora a história do Islã e ignorar completamente a Sira – termo árabe utilizado para as várias biografias de Maomé, a partir da qual as informações históricas sobre a sua vida e o período inicial do Islã são derivados."
Em outubro de 2010, durante um discurso da inauguração do Partido da Liberdade, na Alemanha, Geert Wilders, líder do terceiro maior partido na Holanda disse, "Ali Sina, um iraniano apóstata do Islã, que vive no Canadá, aponta que há uma regra de ouro que se esconde no coração de cada religião que devemos fazer aos outros o que gostaríamos que fizessem a nós. No Islã, esta regra só se aplica a outros crentes, mas não  aos infiéis. Ali Sina diz: "A razão pela qual eu sou contra o Islã é porque ele não é uma religião, mas sim uma ideologia política do imperialismo e do domínio sob o disfarce de religião. Por que o Islã não segue a Regra de Ouro, ele atrai pessoas violentas.'"
Em seu perfil no Twitter, Ali Sina descreve a si mesmo como "cristão, escritor, anti-Islã, anti ONU, vegano, conservador e pró Israel."

## Sobre a reforma do Islã
Por esta razão, Sina diz que o extremismo em todas as religiões pode ser erradicado, se certas pessoas forem acalmadas, ou se os seguidores forem incentivados a abraçar elementos universais de sua fé, mas sem abordar o extremismo inerente aos textos da religião. "As pessoas perguntam se o Islã pode passar por uma reforma, como a que o Cristianismo passou. É uma comparação infeliz", diz ele. "No Cristianismo, não era a religião que precisava ser reformada, mas a igreja; o que Jesus pregava era bom". "Por outro lado", Sina continua: "No Islã, é a religião que não é boa."
Com o argumento de que o Islã não pode ser reformado, Sina diz: "Assim se combate o mal. Eu não quero matar os inimigos. Eu quero conquistá-los como amigos e aliados. Essa é a verdadeira vitória. Desta forma, nós ganhamos, porque eliminamos o nosso inimigo, e o inimigo ganha pela eliminação de sua ignorância e de seu ódio. É por isso que acredito na minha causa. Acho que sou um instrumento de paz."
Enquanto discorda de Ali Sina quando ele diz que o Islã não é uma religião, mas uma ideologia política, David P. Goldman, escrevendo no Asia Times como Spengler, compara-se que a pretensão de Immanuel Kant's alegação de que o Judaísmo não é uma religião, mas um conjunto de leis e rejeita a ambos. Robert Spengler continua, "Ali Sina e outros muçulmanos seculares estão errado. Eu defendo que o Islã tanto pode ser uma religião e como uma ideologia política. A religião é o que faz a ideologia política islâmica tão perigosa." Ele acrescenta, "Ali Sina está errado: o expansionismo islâmico surge a partir de motivação religiosa, isto é, uma raiva santa contra o declínio da sociedade tradicional. Na forma do Islã, o Ocidente enfrenta um desafio muito diferente do Comunismo".

## Stop Islamization of Nations (SION)
Sina é um membro do conselho do Stop Islamization of Nations- SION (Pare de Islamizar as Nações), uma organização fundada por Pamela Geller, Robert Spencer e Anders Gravers de Stop islamization of Europe - SIOE (Pare a Islamização da Europa), e listado pela SPLC e a ADL como um grupo de ódio. Outros membros do conselho são Wafa Sultan, americana de origem síria, ativista e escritora; Stefan Herre, escritor alemão de Politicamente Incorreto; Mordechai Quedar, um escritor israelense; Babu Suseelan, um ativista hindu; Oskar Freysinger, um político suíço; Cliff Kincaid, editor do relatório Rigor na Mídia (AIM); e Ashraf Rameleh, o Presidente da Voz dos Coptas. Pamela Geller e Robert Spencer são Presidente e Vice-Presidente do SION.

## Um Filme sobre a vida de Maomé
Em 25 de setembro de 2012, o LA Times anunciou que Ali Sina estava trabalhando em um filme biográfico sobre Maomé. O filme vai custar um total de 10 milhões de dólares e ele espera começar a filmar em 2013. "Sina começou a pensar num filme sobre a vida de Maomé há uma década", escreve o "LA Times ", mas se esforçou mais nos últimos dois anos, uma vez que os avanços tecnológicos tornaram possível driblar censuras governamentais e expositores cautelosos. "Podemos ignorar completamente as salas de cinema e vender o filme on-line, com proveito para um grande número de pessoas, especialmente os muçulmanos," Sina disse. "Eles podem baixá-lo e assisti-lo, mesmo se moram em Carachi, Meca ou Medina."

## Opiniões sobre o Islã e os Muçulmanos
Em um debate com o webmaster Mohammed Asadi, postado em 22 de janeiro de 2006, em seu site, Faith, Freedom Internacional, Ali Sina afirmou:
"Acho que a palavra "muçulmano" é muito depreciativa e insultuosa. É sinônimo de estúpido, bárbaro, bandido, arrogante, de cérebro morto, zumbi, arruaceiro, tonto, sem vergonha, selvagem e muitas outras coisas ignóbeis. Eu não sei se essa palavra tão nojenta provoca ou não o mesmo sentimento em você. Quando eu quero mostrar meu desprezo por alguém, eu o chamo de "muçulmano". Mas porque os muçulmanos são estúpidos, eles ignoram essas coisas e sentem orgulho do nome. Este é um jogo do ganha/ganha, porque eu os insulto e que eles ficam felizes e ainda me agradecem por isso. Não é legal?"
Em 21 de junho de 2016, Sina postou em seu site um artigo intitulado "[  A Dialética de Hegel e o Problema de Trump]", onde declarou:
Isto não é um problema complexo e se há vontade, pode ser resolvido da noite para o dia. Por que os muçulmanos nos odeiam? Por que eles querem nos matar? Porque é uma exigência da sua fé. Está escrito em seu livro sagrado. Eles dizem isso abertamente. É o dever sagrado de todos os muçulmanos lutar e matar os não-muçulmanos. Aqueles que não podem participar da jihad pessoalmente, devem delegá-la e financiar alguém; e mesmo se não puderem fazer isso, devem fazer a jihad pela fala, isto é, enganar as vítimas, apresentar o Islã como religião pacífica, e a si mesmo como amigo, para que as vítimas abaixem a guarda e possam ser superadas e controladas de forma traiçoeira. Não é necessário tornar-se um estudioso do Islã para saber isso. Estes são os ensinamentos do Alcorão, claramente traduzido.
O que você faria se alguém viesse a sua casa e dissesse que gostaria de matá-lo? Você faria o que qualquer ser vivo faria instintivamente, desde insetos a répteis, aves a mamíferos: persegui-lo de longe. Mas não é isso que está acontecendo. Milhões de muçulmanos estão sendo despejados em países ocidentais, muitos deles com a intenção de nos matar, e todos eles com a crença de que eles são superiores a nós. Que eles são as melhores criaturas, e nós somos os piores dos animais. Que eles são puros e nobres, enquanto estamos imundos por causa de nossa descrença, odiados por Deus e destinados ao inferno. Todos eles acreditam que a riqueza pertence a eles, que nossas mulheres lhes pertencem e eles podem estuprá-las, e que temos de labutar e servi-los como mestres. A alegação de que nem todo o muçulmano pensa assim é bobagem. Isto é o que a sua religião ensina e os muçulmanos acreditam em cada palavra, de sua religião. A maioria é ignorante dos princípios de sua fé, mas isso dificilmente serve de consolo. Não podemos apostar nossas vidas e as vidas de nossos filhos, na sua ignorância.
Os muçulmanos não podem tornar-se nossos amigos, porque o Alcorão assim proíbe. Eles não podem se integrar, nem nunca vão aceitar nossas leis, porque o Alcorão os proíbe. Eles vêm para conquistar, como fizeram em todos os lugares em que puseram os pés.

Claro que o Islã é incompatível com a democracia, com os direitos humanos, os direitos das mulheres, os direitos das crianças e até mesmo com os direitos dos animais. O Islã é o inimigo e os muçulmanos são seus soldados. Então não faz sentido que os nossos políticos, em vez de perseguir o inimigo de longe, deva abrir as portas e deixá-los entrar aos milhões. Não até que você entenda a dialética de Hegel.